# Блейз (филм)
„Блейз“ (на английски: Blaze) е американска трагикомедия от 1989 г., написан и режисиран от Рон Шелтън. Базиран на мемоарната книга Blaze Starr: My Life as Told to Huey Perry от 1974 г., написан от Блейз Стар и Хюи Пери, във филма участват Пол Нюман като Ърл Лонг и Лолита Давидович като Блейз Стар, докато Стар се появява в самостоятелна малка роля. Премиерата на филма е на 13 декември 1989 г. и получава смесени отзиви от критиката.

## Актьорски състав
- Пол Нюман – Ърл Лонг
- Лолита Давидович – Блейз Стар
- Джери Хардин – Тибодьокс
- Гейлард Сартайн – ЛаГрейндж
- Джефри Демън – Елдън Тък
- Ричард Дженкинс – Пикаюн
- Брандън Смит – Арвин Детър
- Робърт Въл – Ред Снайдър
- Джеймс Харпър – Уили Рейнах